# Кожены, Виктор
Виктор Кожены (Viktor Kožený, р. 28 июня 1963, Прага) — чешский бизнесмен, обвиняемый в финансовых махинациях.

## Биография
Виктор Кожены родился в Чехословакии в 1965 году. Его мать уехала за границу в 1968 году, через четыре года умирает его отец, после чего Виктора воспитывала тетя. В 1984 году 19-летний Виктор уезжает из Чехословакии в США и поступает на физический факультет Гарвардского университета. Всем друзьям и знакомым Виктор рассказывал, что с отличием закончил самую престижную гимназию в Праге, в четырнадцать лет поступил в лучший пражский университет, после его окончания он якобы уехал в Германию, где познакомился с известным профессором физики из Лос-Аламоса (США). Американский физик будто бы с первого взгляда разглядел в нём задатки гения, оплатил дорогу в США, учёбу в Гарварде и пригласил после окончания университета на работу в знаменитом ядерном центре Лос-Аламоса.
Это было правдой лишь частично. Профессор, который ему помог действительно был, но не из Лос-Аламоса, а из университета Нью-Мексико. Виктор Кожены на одной из его лекций заявил что он молодой физик, сбежавший от тоталитарного режима Чехословакии и у него есть новая теория по физике. Профессор поверил ему и оплатил билет до США, разрешив немного пожить у себя в доме. Правда, вскоре профессор понял, что его новый знакомый — лжец, и выгнал его. Оказавшись без средств к существованию Виктор устроился на работу в дом к богатой супружеской паре учить детей. Юноша привлек внимание хозяйки. Она влюбилась в учителя своих детей, развелась с мужем и уехала с молодым любовником из дома. Именно она, а не профессор из Лос-Аламоса, поначалу платила за обучение Виктора в Гарварде. Именно она купила Виктору дорогой автомобиль Volvo. Виктор перевелся с физического факультете Гарварда на экономический. Несмотря на провалы в учёбе, ему удалось получить диплом об окончании Гарвардского университета. К этому времени Виктор уже бросил свою немолодую покровительницу и женился на дочери богатого банкира из Бостона. В 1989 году Кожены работал в Лондоне в финансовом отделе торгового банка «Роберт Флеминг», но был уволен через полгода так как не серьёзно относился к своим обязанностям. Через год он бросает жену и дочь и едет в Прагу со своей секретаршей, где начинает частную практику, представляясь бизнес-консультантом.

### Приватизация в Чехии
В 1992 году начинается государственная программа по приватизации в Чехословакии, Виктор создает «Гарвардский инвестиционный фонд» (иногда используют название: Гарвард Кэпитал энд консалтинг) и заявил, что каждый, кто вложит свои ваучеры в его фонд, получит десятикратную прибыль в течение года. Его фонд собрал такое количество ваучеров, что Виктор Кожены смог контролировать 15 % чешского фондового рынка. Власти США отрицали причастность компании к Гарварду а преподаватели из этого университета обучавшие в свое время Виктора выступили в СМИ и описали его как беспринципного человека, но это не произвело эффекта, за несколько месяцев компания уже насчитывала более восьмисот тысяч вкладчиков. Через год первые вкладчики потребовали обещанные деньги, но им предлагали ждать дальше.
Между тем сам Кожены в течение одного года стал обладателем акций самых прибыльных предприятий Чехии, полученных им в обмен на ваучеры клиентов. Вскоре «Гарвард Кэпитал» превратилась в крупнейший в стране инвестиционный фонд, капитал которого составлял чуть менее 1 млрд долларов.
Состояние же самого Кожены, занимающего пост президента компании, в то время исчислялось около 200 млн долларов. Через Гарвардский фонд он скупил крупные пакеты акций восьми чешских производственных компаний, причем в трех из них — контрольные.
В частности ему удалось установить контроль над Чехословацким морским пароходством, после чего принадлежавшие пароходству 15 кораблей были распроданы.
Когда деятельностью Виктора заинтересовалось правительство Чехии, его обвиняют в связях с бывшим тайным агентом полиции, который якобы продавал ему компромат на министров и информацию о компаниях, в которые Виктор вкладывал ваучеры. В результате Виктора оправдывают. Кожены уходит в отпуск и уезжает в Цюрих (Швейцария) а оттуда в Ирландию, и заявляет о намерении перенести центр своих деловых операций в Дублин где открывает филиал своей компании. Однако там его компания просуществовала не долго, и Кожены переселился на Багамские острова. Приехавший на Багамы с подругой и двумя маленькими дочерьми, Виктор начал распускать слухи, что на острова его пригласил известный британский бизнесмен и филантроп сэр Джон Темплтон. Сам Джон о этом ни чего не знал. В престижном районе Виктор купил огромный участок земли на берегу моря и построил роскошную виллу. Отсюда он управлял своей сетью компаний, насчитывающей 29 инвестиционных фондов и 15 компаний. В 1995 году, на одном из званых обедов Кожены познакомился с Майклом Дингменом, директором компании Ford Motor, вместе с новым другом Виктор активно занимался сомнительной бизнес-деятельностью.
Чтобы окончательно забрать себе все деньги Гарвардского фонда Виктору пришлось провести более тысячи финансовых операций, в результате которых он продал все активы фонда и обвалил чешский рынок.

### Афера в Азербайджане
В 1997 году Кожены пытался выгодно приватизировать азербайджанскую нефтяную компанию Азнефть, для чего собрал деньги ряда американских инвесторов. При этом были выданы крупные взятки некоторым азербайджанским чиновникам. Утверждалось также, что взятке давались и семье Алиевых. Планировавшаяся сделка провалилась, так как Алиев не стал приватизировать Азнефть.

### Арест на Багамах
В 2005 году Кожены был арестован на Багамских островах, где он скрывался от чешского и американского правосудия. Виктор Кожены и два гражданина США Фредерик Бурке младший и Давид Пинкертон были обвинены нью-йоркским судом во взяточничестве в особо крупных размерах в Азербайджане. Кожены не отрицал, что давал взятки, но утверждал, что ничего не крал у инвесторов. Он утверждал, что инвесторы знали, что он использовал их средства в качестве взяток азербайджанским лидерам.
Коежены находился в заключении на Багамах до 2007 года, когда был освобожден под залог. Затем он смог успешно оспорить в суде решение о его выдаче США.